# Айхвальд
Айхвальд (нім. Aichwald) — громада в Німеччині, знаходиться в землі Баден-Вюртемберг. Підпорядковується адміністративному округу Штутгарт. Входить до складу району Есслінген.
Площа — 14,68 км2. Населення становить 7597 ос. (станом на 31 грудня 2020).